# باز گرم‌دشت
باز گرم‌دشت (نام علمی: Buteogallus meridionalis) نام یک گونه از سرده سارگپه‌های خروسی است.